# 在特會
不允許在日外國人特權市民會（日语： Zainichi Tokuken o Yurusanai Shimin no Kai），簡稱「在特会」（ Zaitokukai）是日本一個極右翼，極端民族主義的右翼團體，過去由極右翼社會運動家櫻井誠領導，主張廢除在日韓國人的“特權”、並視他們為“普通”的外國人看待。在特會近年已演變成一個極端民族主義的法西斯主義團體，經常向外國人（包括中韓菲等亞洲國家的人）示威，亦曾與左翼團體發生衝突和舉辦反華遊行。由於其“極端民族主義和仇外”的意識形態，日本政府將其指定為對法律和秩序的潛在威脅。

## 事件
2009年10月31日，在特會成員向穿著萬聖節服裝的西洋人示威，又揮揚一張寫著「這裡不是一個白人國家」的標語。
2010年8月10日，4個在特會成員在京都一所親朝鲜學校騷擾朝鲜籍學生，被拘捕。
2011年11月6日，在特會成員在東京都小平市一家朝鲜資助的學校前抗議時，會長櫻井誠揚言「我們來的目的就是要殺朝鲜人」。
2013年6月17日，櫻井誠和其他3個在特會成員在新宿因與其它示威者發生衝突而被捕。
2013年12月15日，在特會大阪支會在大阪韓国領事館前舉行示威，大聲呼喊口號，要求「日韓斷交」以及韓國歸還竹島，與對面街道反對種族歧視的遊行人士對峙。

## 外部連結
- 官方网站（日語）
- 'A battle for Japan's future'（页面存档备份，存于） 日本時報
- New Dissent in Japan Is Loudly Anti-Foreign（页面存档备份，存于） 紐約時報